# تروي ديفيس (مدرب رياضي)
تروي ديفيس (بالإنجليزية: Troy Davis)‏ هو مدرب رياضي أمريكي، ولد في 9 أكتوبر 1968 في مقاطعة بوتس في الولايات المتحدة، وتوفي في 21 سبتمبر 2011 في جاكسون في الولايات المتحدة بسبب حقنة قاتلة.

## وصلات خارجية
- الموقع الرسمي